# Yurena Díaz
Yurena Díaz Castellano (Las Palmas de Gran Canaria, 24 febbraio 1993) è una cestista spagnola.